# Alazón

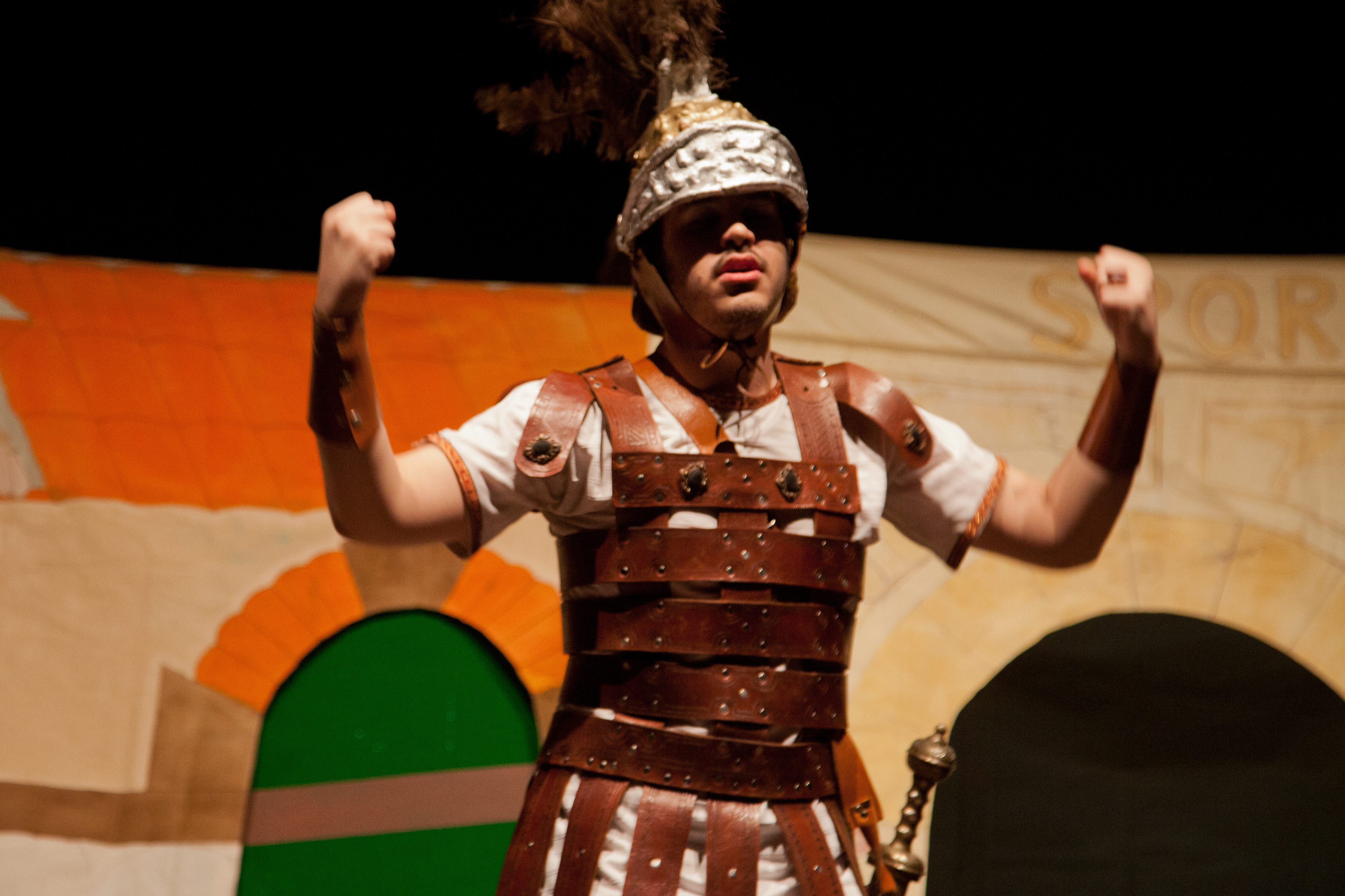
El "soldado fanfarrón" Pirgopolínices en una producción de 2012 de la obra Miles Gloriosus

Alazón (en griego antiguo: ἀλαζών, alazṓn) es uno de los tres personajes tipo en la comedia del teatro de la antigua Grecia. Es el oponente del eirón. El alazṓn es un impostor que se ve a sí mismo más grande de lo que realmente es. El senex iratus (el padre enojado) y el miles gloriosus (el soldado fanfarrón) son dos tipos de alazán.

## Miles Gloriosus
Miles Gloriosus (literalmente, "soldado fanfarrón" en latín) es un personaje común de un soldado jactancioso del teatro latino cómico, y desde entonces han aparecido variaciones de este personaje en el drama y la ficción. El personaje deriva del alazṓn o "fanfarrón" de la comedia antigua griega (p. ej. Aristófanes). El término "Miles Gloriosus" se aplica ocasionalmente en un contexto contemporáneo para referirse a un jactancioso o matón con posturas y autoengaños.

### Instancias literarias
En la obra Miles Gloriosus ("Soldado fanfarrón") de Plauto, el término se aplica al personaje principal Pirgopolínices. Este tonto Miles Gloriosus se jacta abiertamente y con frecuencia de su supuesta grandeza, mientras que el resto de los personajes fingen su admiración y conspiran en secreto contra él. Tomando mucho prestado de Plauto, el musical de Stephen Sondheim, Burt Shevelove y Larry Gelbart A Funny Thing Happened on the Way to the Forum presenta a un guerrero llamado Miles Gloriosus.
Un ejemplo en Terencio del personaje alazón es Trasón en Eunuchus. Al igual que Pirgopolínices en Miles Gloriosus, Trasón es asistido por un adulador o parásito que lo sigue y atiende sus deseos. Al igual que Pirgopolínices, Trasón es rico y es rival del joven de la historia por el amor de una cortesana.
Shakespeare usa el tipo más notablemente con el alférez grandilocuente y autoglorificante Ancient Pistol en Enrique IV, parte 2, Las alegres comadres de Windsor y Enrique V.  Otros ejemplos son el "propio caballero de la moda", el español Armardo, en Trabajos de amor perdidos, el despreciable Capitán Parolles en A buen fin no hay mal principio, y Falstaff en Enrique IV, parte 1 y parte 2, y Las alegres comadres de Windsor. Sir Tophas de Endymion de John Lyly también encaja en el molde.
En comedia del arte, la figura de Il Capitano es una miles gloriosus.

## Senex iratus
El senex iratus o figura paterna pesada es un personaje arquetípico cómico que pertenece al grupo del alazón o impostor en el teatro, manifestándose a través de sus rabias y amenazas, sus obsesiones y su credulidad.
Su función habitual es impedir el amor del héroe y la heroína, y su poder para hacerlo se deriva de su mayor posición social y control del dinero. En la Comedia Nueva, a menudo era el padre del héroe y, por lo tanto, su rival. Más frecuentemente desde entonces, ha sido el padre de la heroína que insiste en su unión con el mal prometido; como tal, aparece tanto en Sueño de una noche de verano, donde falla y la obra es una comedia, como en Romeo y Julieta, donde sus actos son lo suficientemente exitosos como para convertir la obra en una tragedia.
Pantaleón en la comedia del arte actúa como un senex iratus.
En su Anatomía de la crítica, Northrop Frye consideraba que todos los humores de bloqueo en la comedia eran variaciones de la función básica del senex iratus.